# Musique alternative de droite
La musique alternative de droite désigne un courant musical, surtout présent en Italie, de la mouvance identitaire et patriotique, soutenu par différentes organisations proches de mouvances nationalistes en Italie. Il est aussi nommé musique alternative par les tenants du mouvement.

## Caractéristiques
Apparu en Italie à la fin des années 1960, la musique alternative de droite est présentée par ses promoteurs comme visant à développer une « contre-culture identitaire et/ou nationaliste. Le genre s'apparente au rock identitaire français en France, apparu lui à la fin des années 1990.
La musique alternative attaque et cible toute la culture de masse, la politique de l'arc constitutionnel et souvent l'ordre constitutionnel lui-même. Les thèmes les plus abordés sont la politique, l'identitarisme nationaliste, les idées sociales, le révisionnisme historique, la mythologie et la tradition.

## Histoire
Le précurseur peut être considéré comme Leo Valeriano, un auteur-compositeur-interprète protestataire né musicalement dans le contexte du premier cabaret ouvert à Rome, Il Giardino dei Supplizi puis Bagaglino , actif à partir de la seconde moitié des années soixante-dix , dont les chansons étaient chantées par la jeunesse de droite lors des manifestations et marches du Mouvement Social Italien et du Front de la Jeunesse (« Avanti ragazzi di Buda / Avanti ragazzi di Pest » (avec la contribution de Pier Francesco Pingitore), ou celle dédiée à Jan Palach. L'un des principaux inspirateurs est également le Français Jack Marchal qui a donné une dimension « professionnelle » à la production discographique.

## Groupes de la mouvance
- 270bis[3]
- Acroama
- ADL 122[4]
- Amici del Vento[4]
- Antica Tradizione
- Armco
- Armorea
- Aurora[4]
- BioBetaBunker
- Block 11
- Rino Cammilleri
- Corsari Neri
- Civico 88
- Decima Balder
- Delenda Carthago[4]
- DDT
- Dente Di lupo
- Diapason[4]
- Elendil
- Emme Rossa
- Esperia
- Ezra Sound
- Fabrizio Marzi
- Francesco Mancinelli
- Gabriele Marconi
- Gesta Bellica[4]
- Guastafeste
- Hobbit[5]
- Hyperborea[4]
- Indole[4]
- Insedia
- Intolleranza[4]
- Janus[4]
- Junker
- Killer sorpresa
- Kriminal tango
- La Compagnia dell'anello
- La Peggio Gioventù
- Legittima Offesa
- Leo Valeriano
- Les Brigandes
- Londinium SPQR[6].
- Macchina Targata Paura
- Malabestia
- Malnatt
- Massimo Morsello (Massimino)
- Michele Di Fiò
- NSP
- Nereo Zeper
- Non Nobis Domine
- Onda D'Urto
- Peggior Amico[4]
- Plastic Surgery[4]
- Porco 69
- Power Skins
- Provos 18
- Ravenna Mea Lux
- Razza Fuorilegge
- Roberto Scocco
- Settimo Sigillo
- Soluzione Violenta
- Sottofasciasemplice[4]
- Subalpina Skinhead
- Strappo
- Sud X.T.
- Technobalilla
- Tempo Scaduto[4]
- Testvdo
- Topi Neri[4]
- Ultima Frontiera
- Verde Bianco Rosso[4]
- Zetazeroalfa [7]
- ZPM[4]

## Campi Hobbit
Les Campi Hobbit étaient des événements culturels organisés entre 1977 et 1981 en Italie.